# 1151 Ithaka
1151 Ithaka è un asteroide della fascia principale. Scoperto nel 1929, presenta un'orbita caratterizzata da un semiasse maggiore pari a 2,4067072 UA e da un'eccentricità di 0,2770579, inclinata di 6,55835° rispetto all'eclittica.
Il suo nome fa riferimento all'isola greca di Itaca, nel mar Ionio.